# Violator (groupe)
Pour les articles homonymes, voir Violator.
Violator est un groupe de thrash metal brésilien, originaire de Brasilia. Violator fait partie des groupes renouvelant la scène thrash metal extrême avec Warbringer et Dekapitator, entre autres. Le groupe ne doit pas être confondu avec le groupe homonyme, originaire de Bauru, Sao Paulo.

## Biographie
Le groupe est formé en 2002 à Brasilia par Pedro Arcanjo. La formation est rapidement complétée par Pedro Augusto et Juan Lerda aux guitares et David Araya (qui n'a rien à voir avec Tom Araya du groupe Slayer, malgré le nom semblable) à la batterie. Une fois la formation complétée, le groupe sort alors sa première production, la démo Killer Instinct, appréciée dans l'underground brésilien. Le groupe sortira par la suite deux splits (Fast-Food Thrash Metal en 2003 et Violent War en 2005) et un EP, Violent Mosh en 2004. Avant la sortie de ce dernier, le groupe signe la même année au label Kill Again Records.
Au début de 2006, Violator devient un power trio. Après six mois d'enregistrements aux Orbis Studio à Brasília, le groupe publie son premier album studio intitulé Chemical Assault. Cet album possède de nombreuses influences thrash metal des années 1980, comme Sepultura, Sodom ou Slayer. Il fait aussi participer le nouveau membre, Márcio Cambito. TLe groupe continue à jouer des concerts au Brésil et en Amérique du Sud. En 2009, ils sont invités au True Thrash Fest d'Osaka, au Japon, avec Hirax, Fastkill, Abigail, Rose Rose, Riverge, Kings of Evil, Code Red, et Impaler. 
En 2010, Violator publie l'EP Annihilation Process, qui continue dans la lancée thrash metal old-school. Il est enregistré au studio Marcio Cambito. Le groupe tourne en Europe pour le Plunging into Annihilation Euro Tour avec le groupe américain Fueled by Fire. Ils publient ensuite de nombreux splits en 2010, comme Thrashing the Tyrants avec Bandanos, Raging Thrash avec Hirax, et True Thrash Fest, un DVD enregistré à leur performance au True Thrash Fest en 2009. En février 2011, ils postent le clip de la chanson Violator, issue de l'EP Annihilation Process ; il est produit par Nicolas Gomes. En 2012, ils effectuent la tournée Deadly Sadistic European Tour 2012.
En 2017, le groupe publie l'album EP The Hidden Face of Death, sur sa page Bandcamp.

## Membres

### Membres actuels
- Pedro Arcanjo - basse, chant (depuis 2002)
- Pedro Augusto - guitare (depuis 2002)
- David Araya - batterie (depuis 2002)
- Marcelo Cambito - guitare (depuis 2005)

### Anciens membres
- Juan Lerda - guitare (2002–2005)

## Discographie

### Albums studio
- 2006 : Chemical Assault
- 2010 : Annihilation Process
- 2013 : Scenarios of Brutality
- 2017 : The Hidden Face of Death (EP)

### Autres
- 2002 : Killer Instinct (démo)
- 2003 : Fast-Food Thrash Metal (split)
- 2004 : Violent Mosh (EP)
- 2005 : Violent War (split)